# Mnichowe Turnie

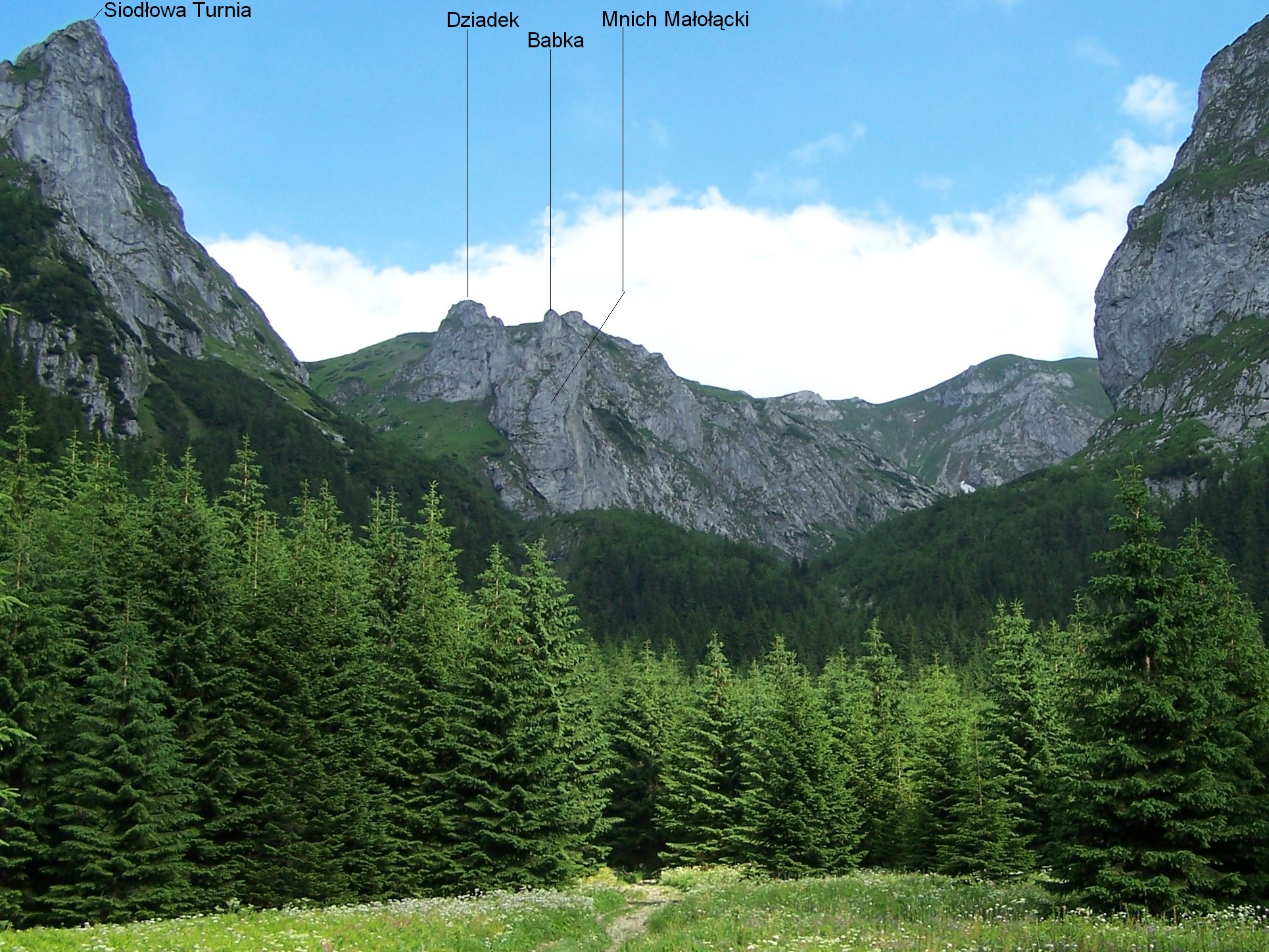
Mnichowe Turnie, widok z Wielkiej Polany

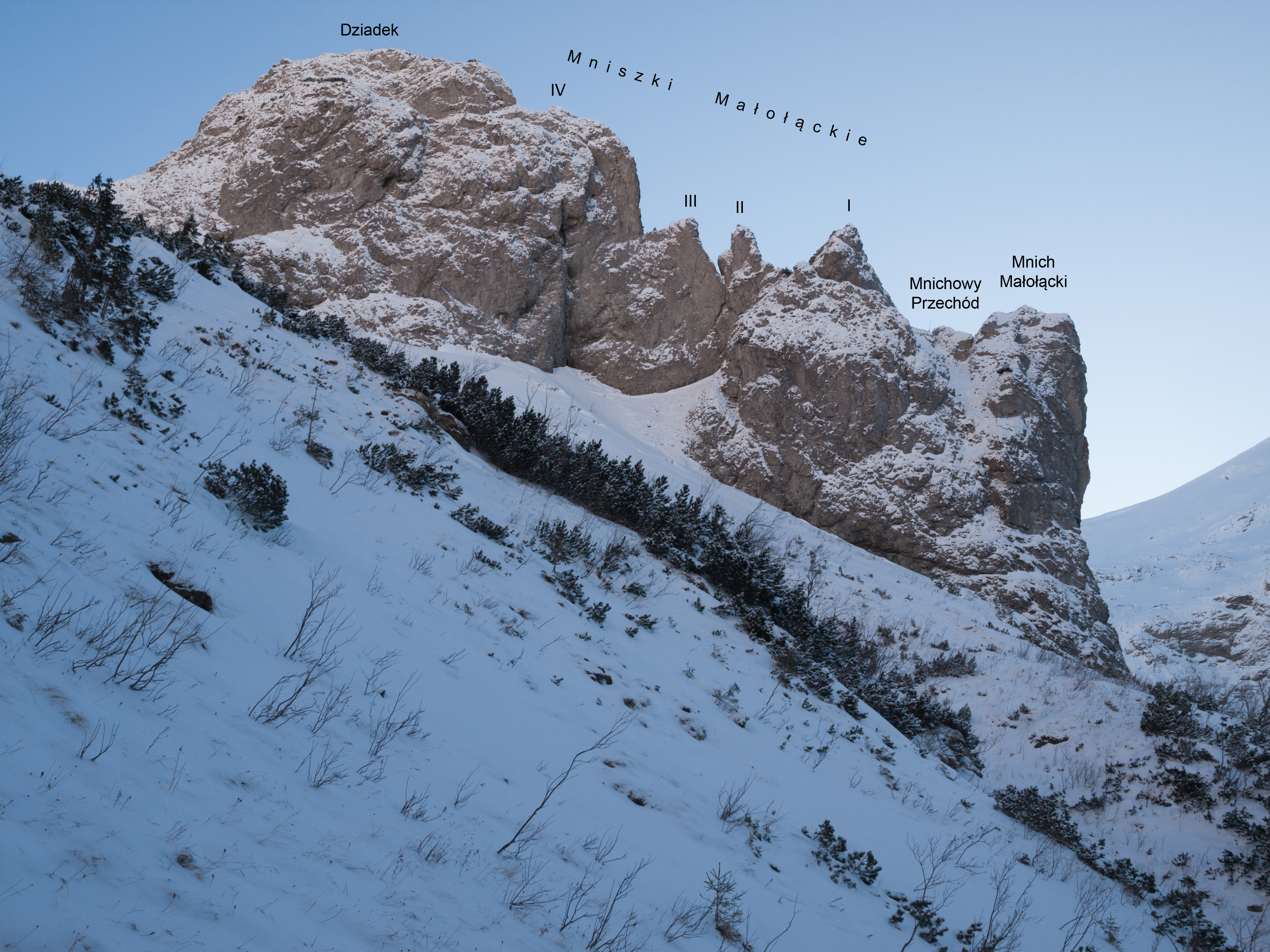
Widok na Mnichowe Turnie z północnej strony

Mnichowe Turnie – grupa turni w Dolinie Małej Łąki w Tatrach Zachodnich. Znajdują się we wschodnich zboczach Niżniej Świstówki, na odcinku od Koprowego Żlebu po żleb opadający spod Kondrackiej Przełęczy. Zajmują dolną część tych zboczy, sięgając po wysokość około 1670 m. Powyżej nich znajduje się trawiasty Mnichowy Upłaz.
Mnichowe Turnie przecięte są dwoma żlebami opadającymi z północnej grani Kopy Kondrackiej – Żlebem Poszukiwaczy Jaskiń i Żlebem między Mnichy. Dzielą one Mnichowe Turnie na trzy grupy; w kolejności od północy na południe są to:
- północna odnoga Mnichowej Grani, w której kolejno od dołu do góry znajdują się: Mnich Małołącki, Mnichowy Przechód, cztery Mniszki Małołąckie, Dziadek, Mnichowe Siodło,
- południowa odnoga Mnichowej Grani, w której kolejno od dołu do góry znajdują się: Babka, Siodło za Babką, Mnichowa Galeria,
- Koprowe Mniszki[3]

Mnichowe Turnie zbudowane są ze skał węglanowych. Prowadzi obok nich szlak turystyczny z Gronika przez Dolinę Małej Łąki na Kondracką Przełęcz.
Nazwy trzech Mnichowych Turni (Mnich, Dziadek i Babka) są pochodzenia ludowego i pochodzą jeszcze z lat międzywojennych i dawniej. Zostały nadane przez pasterzy wypasających w Dolinie Małej Łąki. Pozostałe nazwy są późniejsze i nadali je taternicy i grotołazi.
Grotołazi dokładnie spenetrowali Mnichowe Turnie w poszukiwaniu jaskiń. Odkryto kilkanaście jaskiń, m.in.: Mnichową Studnię, Mnichową Studnię Wyżnią, Pomarańczarnię, Chudą Mnichową Studnię, Szczelinę Mnichową, Mokry Schron, Dziurkę nad Piargiem, Dziurę Mnichową Małą, Szczelinę w Mnichowych Turniach I, Jaskinię Lodową Małołącką, Dziurę przy Lodowej Małołąckiej I, Dziurę pod Lodową Małołącką I, Małą Mnichową Studzienkę i Jaskinię w Trawniczku, a także mniejsze szczeliny i schrony. Taternicy przeszli w Mnichowych Turniach wiele dróg wspinaczkowych, obecnie jednak jest to rejon niedostępny dla turystów i taterników (obszar ochrony ścisłej Wantule, Wyżnia Mała Łąka).